# Sven Nordqvist
Sven Otto Rickard Nordqvist (Helsingborg, 1946. április 30. vagy 1946. november 30. –) svéd gyermekkönyvek írója és illusztrátora, aki leginkább Pettson és Findusz című sorozatáról ismert, amely az öreg Pettson gazdáról és tehetséges macskájáról, Finduszról szól. Képregényrajzolóként is tevékenykedik.

## Háttér
Nordqvist Helsingborgban született és a svédországi Halmstadban nőtt fel. Eredetileg illusztrátor akart lenni, de több művészeti iskola is elutasította. Ehelyett építészetet tanult a lundi Műszaki Intézetben, ahol egy ideig építészeti előadóként dolgozott. Ezzel párhuzamosan továbbra is illusztrátorként keresett munkát, reklámokon, plakátokon és képeskönyveken dolgozott. 1983-ban első díjat nyert egy gyermekkönyv-pályázaton, és azóta kizárólag gyermekkönyvek szerzőjeként és illusztrátoraként dolgozik.
Nős, és két felnőtt fia van.
Pályafutása során mind Svédországban, mind Németországban kapott díjakat. Pettson és Findusz könyvei különösen népszerűek Németországban, ahol a karaktereket Pettersson és Findus néven ismerik. Dánul Peddersen és Findus néven szerepelnek, norvégul Pettersen és Findus, finnül Pesonen és Viiru a nevük. Angolul pedig Festus és Mercury, bár a könyvek angol fordításaiban az eredeti nevek megmaradtak. A Pettson och Findus című regényt 1999-ben televíziós feldolgozásban is bemutatták.
2007-ben elnyerte az Augustpriset irodalmi díjat gyermekkönyv kategóriában Var är min syster? („Hol van a húgom?”) című könyvéért. 1992-ben elnyerte a Deutscher Jugendliteraturpreis díjat.

## Magyarul megjelent
- Kalapvadászat (Hattjakten) – General Press, Budapest, 2008 · ISBN 9789636430955 · Fordította: Tótfalusi István · Illusztrálta: Sven Nordqvist
- Hová tűnt a testvérem? (Var är min syster?) – General Press, Budapest, 2008 · ISBN 9789636430580 · Fordította: Csépányi Zsuzsanna · Illusztrálta: Sven Nordqvist
- Kisöcsi és a nagyvilág (Minus och stora världen) – General Press, Budapest, 2010 · ISBN 9789636431839 · Fordította: Tótfalusi István · Illusztrálta: Sven Nordqvist
- Fedezd fel Pettson és Findusz farmját! (Hemma hos Pettson och Findus) – General Press, Budapest, 2012 · ISBN 9789636433994 · Fordította: Szalay Zsuzsanna
- Ismered Pettsont és Finduszt? (Känner du Pettson och Findus?) – General Press, Budapest, 2014 · ISBN 9789636436858 · Fordította: Csépányi Zsuzsanna · Illusztrálta: Sven Nordqvist
- Merre van Pettson? (Var är Pettson?) – General Press, Budapest, 2016 · ISBN 9789636439262 · Fordította: Dobosi Beáta · Illusztrálta: Sven Nordqvist
- Csetepaté a kiskertben (Kackel i grönsakslandet) – General Press, Budapest, 2019 · ISBN 9789634522775 · Fordította: Csépányi Zsuzsanna · Illusztrálta: Sven Nordqvist
- Lesz nemulass, Findusz! (Tomtemaskinen) – General Press, Budapest, 2019 · ISBN 9789639598706 · Fordította: Csépányi Zsuzsanna · Illusztrálta: Sven Nordqvist
- Tűzijáték a rókának (Rävjakten) – General Press, Budapest, 2020 · ISBN 9789634520214 · Fordította: Csépányi Zsuzsanna · Illusztrálta: Sven Nordqvist
- Pettson horgászni megy (Stackars Pettson) – General Press, Budapest, 2021 · ISBN 9789639598515 · Fordította: Csépányi Zsuzsanna · Illusztrálta: Sven Nordqvist
- A kobold karácsonyi titka (Julgröten) – General Press, Budapest, 2021 · ISBN 9789634525684 · Fordította: Dobosi Beáta · Illusztrálta: Sven Nordqvist
- Amikor Findusz kicsi volt és eltűnt (När Findus var liten och försvann) – General Press, Budapest, 2021 · ISBN 9789634522119 · Fordította: Csépányi Zsuzsanna
- A kandúr szülinapi tortája (Pannkakstårtan) – General Press, Budapest, 2021 · ISBN 9789639282308 · Fordította: Csépányi Zsuzsanna · Illusztrálta: Sven Nordqvist
- Findusz elköltözik (Findus flyttar ut) – General Press, Budapest, 2021 · ISBN 9789634522782 · Fordította: Csépányi Zsuzsanna · Illusztrálta: Sven Nordqvist
- Pettson sátorozik (Pettson tältar) – General Press, Budapest, 2022 · ISBN 9789634522126 · Fordította: Csépányi Zsuzsanna · Illusztrálta: Sven Nordqvist
- Pettson karácsonya (Pettson får julbesök) – General Press, Budapest, 2022 · ISBN 9789634522133 · Fordította: Csépányi Zsuzsanna · Illusztrálta: Sven Nordqvist
- Ki az úr a háznál? (Tuppens minut) – General Press, Budapest, 2022 · ISBN 9789639282315 · Fordította: Csépányi Zsuzsanna · Illusztrálta: Sven Nordqvist
- Karácsonyi fejtörők. Színezz és játssz Pettsonnal és Findusszal! (Julpyssel) – General Press, Budapest, 2023 · ISBN 9789634528142 · Fordította: Dobosi Beáta · Illusztrálta: Sven Nordqvist
- Sven Nordqvist – Eva-Lena Larsson – Kennert Danielsson: Egész évben Pettsonnal és Findusszal. Alkoss és kísérletezz a természetben! (Aret runt med Pettson och Findus) – General Press, Budapest, 2024 · ISBN 9789634529088 · Fordította: Dobosi Beáta · Illusztrálta: Sven Nordqvist
- Mú mama és Varjú találkozik; szöveg Jujja Wieslander, ill. Sven Nordqvist, ford. Dobosi Beáta; General Press, Bp., 2024
- Mú mama szánkózik; szöveg Jujja és Tomas Wieslander, ill. Sven Nordqvist, ford. Dobosi Beáta; General Press, Bp., 2024
- Hová tűnt a testvérem?; ford. Dobosi Beáta; General Press, Bp., 2024
- Palacsintatorta (Lilla pannkakstårtan) – General Press, Budapest, 2025 · ISBN 9789634529453 · Fordította: Dobosi Beáta · Illusztrálta: Sven Nordqvist
- Mú mama úszni megy; szöveg Jujja Wieslander, ill. Sven Nordqvist, ford. Dobosi Beáta; General Press, Bp., 2025

## Fordítás
- Ez a szócikk részben vagy egészben  a   Sven Nordqvist című angol Wikipédia-szócikk fordításán alapul.  Az eredeti cikk szerkesztőit annak laptörténete sorolja fel. Ez a jelzés csupán a megfogalmazás eredetét és a szerzői jogokat jelzi, nem szolgál a cikkben szereplő információk forrásmegjelöléseként.